# Heinz Kaphengst
Heinz Kaphengst (* 1932 in Peckatel, Landkreis Ludwigslust-Parchim; † 1992 in Dresden) war ein deutscher Mathematiker.

## Leben
Heinz Kaphengst war promovierter Mathematiker (Dr. rer. nat.). An der Technischen Hochschule Dresden wurde er Assistent am 1956 gegründeten „Institut für maschinelle Rechentechnik“, das Nikolaus Joachim Lehmann leitete. 1967 wechselte er an das 1965 gegründete Institut für Maschinelle Rechentechnik (IMR) der Akademie der Wissenschaften der DDR in Dresden, das 1969 in das Großforschungszentrum des Kombinats Robotron eingegliedert wurde.
Heinz Kaphengst gelang ein bedeutender Schritt bei der mathematischen Modellierung realer, technischer Computer, die durch die Turingmaschine nur äußerst realitätsfern simuliert werden. Im Jahre 1954 war Hans Hermes ein Beweis dafür gelungen, dass konkrete Rechenmaschinen die gleiche Mächtigkeit besitzen wie Turingmaschinen. Heinz Kaphengst veröffentlichte 1959 in der „Zeitschrift für mathematische Logik und Grundlagen der Mathematik“ den Artikel „Eine abstrakte programmgesteuerte Rechenmaschine“ (Band 5, S. 366–379), der einen direkten Beweis für die Universalität realisierter Digitalrechner leistete. Darauf aufbauend schufen (nach eigenen Angaben unabhängig) John C. Shepherdson and Howard E. Sturgis das Registermaschinen-Modell, die in ihrem Aufsatz von 1963 ausführlich auf die Arbeit von Kaphengst eingehen. Die Arbeit von Kaphengst ging aus Diskussionen mit Günter Asser hervor.
Bei Robotron arbeitete er mit Horst Reichel und anderen auf dem Gebiet algebraischer Grundlagen der Informatik.

## Schriften
- Eine Abstrakte programmgesteuerte Rechenmaschine, in: Zeitschrift für mathematische Logik und Grundlagen der Mathematik, Band 5, 1959, S. 366–379
- Beschreibung von Kontaktschaltungen durch Äquivalenzen auf der Knotenmenge, Zeitschrift für mathematische Logik und Grundlagen der Mathematik, Band 10, 1964, S. 147–150
- Malzew-Räume, ein allgemeiner Begriff der rekursiven Abbildung, in: Zeitschrift für mathematische Logik und Grundlagen der Mathematik, Band 15, 1969, S. 63–76
- mit Horst Reichel: EPS – eine Sprache für den Entwurf komplexer Programmsysteme, VEB Kombinat Robotron, Dresden, 1975
- mit Horst Reichel: Algebraische Algorithmentheorie, VEB Kombinat Robotron 1971
- mit Horst Reichel: Sprachbeschreibung und Sprachverarbeitung im Rahmen der algebraischen Algorithmentheorie, VEB Kombinat Robotron 1971
- mit Horst Reichel: Operative Theorien und Kategorien von operativen Systemen, Studien zur Algebra und ihre Anwendungen, Berlin 1972
- mit Ulrich Hupbach, Horst Reichel: Initiale algebraische Spezifikation von Datentypen, parameterisierten Datentypen und Algorithmen, VEB Kombinat Robotron, Zentrum für Forschung und Technik, Dresden 1980
- Zum Aufbau einer mehrsortigen elementaren Logik, Zeitschrift f. Mathem. Logik und Grundlagen der Mathematik, Band 31, 1985, 39–56